# آن ساذرلاند
آن ساذرلاند (بالإنجليزية: Anne Sutherland)‏ هي ممثلة أمريكية، ولدت في 1 مارس 1867 في واشنطن العاصمة في الولايات المتحدة، وتوفيت في 22 يونيو 1942.

## وصلات خارجية
- آن ساذرلاند على موقع IMDb (الإنجليزية)
- آن ساذرلاند على موقع قاعدة بيانات برودواي على الإنترنت (الإنجليزية)
- آن ساذرلاند على موقع قاعدة بيانات الفيلم (الإنجليزية)